# Nicsak, ki beszél most!
A Nicsak, ki beszél most! (eredeti cím: Look Who's Talking Now) 1993-ban bemutatott amerikai családi filmvígjáték, amely a nagy sikerű Nicsak, ki beszél!-trilógia harmadik és egyben utolsó része. Az élőszereplős játékfilm rendezője Tom Ropelewski, producere Jonathan D. Krane. A forgatókönyvet Leslie Dixon és Tom Ropelewski írták. A zenéjét William Ross szerezte. A főszerepekben John Travolta és Kirstie Alley látható. A mozifilm készítője és forgalmazója a TriStar Pictures. Műfaja romantikus filmvígjáték.
Amerikában 1993. november 5-én, Magyarországon 1994. március 17-én mutatták be a mozikban.

## Cselekmény
Új jövevények érkeznek a családba, Bogyó, egy korcs kutya, és Daphne, egy óriás uszkár. A kutyák kommentálják a család civakodásait.

## Szereplők
| Szereplő                 | Színész            | Magyar hang                              |
| ------------------------ | ------------------ | ---------------------------------------- |
| James Ubriacco           | John Travolta      | Gáti Oszkár                              |
| Mollie Ubriacco          | Kirstie Alley      | Bánsági Ildikó                           |
| Mikey Ubriacco           | David Gallagher    | Szalay Csongor                           |
| Julie Ubriacco           | Tabitha Lupien     | Szőnyi Juli                              |
| Samantha                 | Lysette Anthony    | Kovács Nóra                              |
| Rosie                    | Olympia Dukakis    | Tolnay Klári                             |
| Albert                   | George Segal       | Hankó Attila                             |
| Rongyos télapó           | Ron Gabriel        | Hankó Attila                             |
| Charles Barkley          | Charles Barkley    | N/A                                      |
| Sol                      | John Stocker       | Kardos Gábor                             |
| Ruthie                   | Elizabeth Leslie   | Kassai Ilona                             |
| Kislányok az iskolánál   | Caroline Elliott   | N/A                                      |
| Kislányok az iskolánál   | Vanessa Morley     | N/A                                      |
| Könyvelő                 | Sandra P. Grant    | Papp Ágnes                               |
| Idős pincérnő            | Sheila Paterson    | N/A                                      |
| Pattanásos srác          | Amos Hertzman      | N/A                                      |
| Nagydarab apuka          | Mark Acheson       | Csuja Imre                               |
| Dave                     | Frank C. Turner    | Csuja Imre                               |
| Sintér                   | Michael Puttonen   | Csuja Imre                               |
| Hajléktalan              | Gerry Rousseau     | N/A                                      |
| Srác a mikulás ölében    | Kyle Fairlie       | N/A                                      |
| Csibész kislány          | Victoria Brooks    | N/A                                      |
| Inas                     | Serge Houde        | N/A                                      |
| Pilóták                  | Roger R. Cross     | Uri István                               |
| Pilóták                  | Phil Hayes         | Imre István                              |
| Pilóták                  | Ryan Michael       | Balázsi Gyula                            |
| Becsípett titkárnő       | Miriam Smith       | Prókai Annamária                         |
| Járőrök                  | Robert Wisden      | N/A                                      |
| Járőrök                  | J.B. Bivens        | N/A                                      |
| Kislány a kölyökkutyával | Tegan Moss         | N/A                                      |
| Kislány anyukája         | Chilton Crane      | N/A                                      |
| Mollie 12 évesen         | Alicia Bradsen     | Somlai Edina                             |
| Bébiszitter              | Andrea Nemeth      | Somlai Edina                             |
| Fiatal Rosie             | Gina Chiarelli     | N/A                                      |
| Rénszarvas-lányok        | Ghislaine Crawford | –                                        |
| Rénszarvas-lányok        | Justine Crawford   | –                                        |
| Másodpilóta              | Andrew Airlie      | N/A                                      |
| Mollie apja              | Campbell Lane      | Velenczey István                         |
| Erdei járőr              | Brent Sheppard     | Szabó Sipos Barnabás                     |
| Pincér az étteremben     | N/A                | Várkonyi András                          |
| Spermák                  | N/A                | Imre István Szűcs Sándor Uri István      |
| Szereplő                 | Eredeti hang       | Magyar hang                              |
| Bogyó                    | Danny DeVito       | Harkányi Endre                           |
| Daphne                   | Diane Keaton       | Vándor Éva                               |
| Bogyó anyja              | Pat Parris         | Prókai Annamária                         |
| Bogyó apja               | N/A                | Melis Gábor                              |
| Farkas                   | N/A                | Uri István                               |
| Kutyák a sintértelepen   | N/A                | Balázsi Gyula Uri István Várkonyi András |

## Televíziós megjelenések
- HBO, TV2 (korábban), Super TV2, Digi Film, Mozi+, Moziverzum
- RTL Klub, TV2 (később), AXN, Cool, Film+, RTL II